# Manasvi Mamgai
Manasvi Mamgai (Delhi, 10 ottobre 1987) è una modella indiana, incoronata Femina Miss India 2010 il 30 aprile 2010.
Ha anche vinto i titoli di Miss Tourism International, in Malaysia il 31 dicembre 2008 ed Elite Model Look, in India nel 2006. Proprio grazie ad un contratto con l'agenzia di moda Elite Model Management, ha avuto la possibilità di debuttare alla settimana della moda indiana.
Ha inoltre rappresentato l'India in occasione del concorso di bellezza internazionale Miss Mondo 2010, svoltosi il 30 ottobre 2010 a Sanya, in Cina, dove però non è riuscita a qualificarsi.